# Île Sverdrup
Pour les articles homonymes, voir Sverdrup.
Ne pas confondre avec les îles Sverdrup et île de Sverdrup, nommées d'après la même personne
L'île Sverdrup est une île isolée dans la partie méridionale de la mer de Kara, à environ 120 km au nord de l'île Dikson. Elle est couverte de toundra. 
Elle a été baptisée par l'explorateur norvégien Fridtjof Nansen, au cours de l'expédition Fram, qui lui a donné le nom d'Otto Sverdrup, capitaine du navire.